# Fridrihovski rokoko
Fridrihovski rokoko oblik je rokokoa koji se razvio u Pruskoj za vrijeme vladavine Fridrika II. Velikog miješajući utjecaje iz Francuske, Njemačke (uglavnom Saksonije) i Nizozemske. Njegov najpoznatiji sljedbenik bio je arhitekt Georg Wenzeslaus von Knobelsdorff. Nadalje, slikar Antoine Pesne, pa čak i sam kralj Fridrih utjecali su na Knobelsdorffove dizajne. U poznate građevine u fridrihovskom stilu spadaju palača Sanssouci, potsdamska gradska palača i dijelovi palače Charlottenburg.